# 맹글혼
《맹글혼》(영어: Manglehorn)은 미국에서 제작된 데이비드 고든 그린 감독의 2014년 드라마 영화이다. 알 파치노 등이 출연하였고, 몰리 코너스 등이 제작에 참여하였다.

## 출연진
- 알 파치노
- 홀리 헌터
- 하모니 코린
- 크리스 메시나

## 기타 제작진
- 세트: 저넷 스콧
- 의상: 질 뉴얼